# Isla Fernando
Isla Fernando o Cayo Fernando es el nombre de una isla del Mar Caribe o Mar de las Antillas que pertenece al país suramericano de Venezuela, y está incluida en las Antillas Menores específicamente al noroeste del Archipiélago y parque nacional de Los Roques. Se localiza justo al norte de la Ensenada de los Corales, al sur de la isla larga, al sureste de mosquitoqui y al oeste del Cayo Blanca España. Administrativamente hace parte del Territorio Insular Miranda, una subdivisión de la Dependencias Federales de Venezuela.
Posee una superficie aproximada de 8 hectáres (equivalentes a 0,08 kilómetros cuadrados) con un perímetro de 1,7 kilómetros.